# Discestra oregonica
Discestra oregonica là một loài bướm đêm trong họ Noctuidae.